# سارة بيانكي
سارة بيانكي (بالإسبانية: Sarah Bianchi)‏ (و. 1922 – 2010 م) هي كاتِبة، وممثلة، من الأرجنتين، ولدت في بوينس آيرس، توفيت عن عمر يناهز 88 عاماً.

## وصلات خارجية
- سارة بيانكي على موقع IMDb (الإنجليزية)